# Hypoxis polystachya
Hypoxis polystachya là một loài thực vật có hoa trong họ Hypoxidaceae. Loài này được Welw. ex Baker mô tả khoa học đầu tiên năm 1878.